# Paralamiodorcadion schmidi
Paralamiodorcadion schmidi är en skalbaggsart som beskrevs av Stefan von Breuning 1967. Paralamiodorcadion schmidi ingår i släktet Paralamiodorcadion och familjen långhorningar. Inga underarter finns listade i Catalogue of Life.